# Energy Transfer Equity
Energy Transfer Equity (NYSE: ETE: ETE) es una compañía energética incluida en la lista Fortune 500. Con sede en Dallas (Texas), tiene una sociedad hermana llamada Energy Transfer Partners. 

## Historia
Especializa en el almacenamiento y transporte del gas natural, su CEO y director ejecutivo es John W. McReynolds.

### Cronología
- 2015: En junio, Williams Companies, gigante estadounidense de gasoductos, rechazó una oferta de compra de su rival Energy Transfer Equity que valora la compañía en US$53.100 millones incluyendo deuda.[2]